# 大峰祖師
大峰祖師 ，宋朝佛教高僧，曾於廣東省潮陽縣一帶從事收屍、醫療、教育、築橋等慈善事業，潮汕、香港、東南亞皆有奉祀。

## 簡介
北宋寶元二年（1039年）出生於浙江省溫州的富有家庭，俗姓林，自幼研讀佛經，經科舉得進士名銜獲知縣職務，至54歲時，對政治腐敗失望，出家四處弘揚佛法。另根據《潮陽縣志》記載，大峰祖師為福建人。
81歲時，在廣東省潮陽縣因暴雨引致河水氾濫，觸發瘟疫等多種災害，產生許多無人認領的屍體。大峰祖師收集屍體火化、設立診所、供應食品給有需要的人士、教育弟子助人的美德。那時有一道600公尺寬的河流，每年都翻船淹死乘客，他發動人民興建橋樑。
北宋靖康二年（1127年）大峰祖師圓寂，圓寂時88歲，人民認為他已羽化登仙。

## 奉祀
由於祖師功德，人人感念。故圓寂之後，廣受潮汕民眾的奉祀，在潮汕、香港等地域都有香火和廟宇，在東南亞一帶的潮汕籍華人善堂也有供奉大峰祖師。